# Fukuwarai

Perfil de un rostro masculino con las piezas a colocar a la derecha

Fukuwarai (福笑い en japonés) es un juego popular infantil japonés. Se suele jugar durante el año nuevo japonés ("Shōgatsu"). Aunque el juego va dirigido principalmente a los niños, los adultos también suelen jugar.
La temática del mismo es similar al Ponle la cola al burro. Los participantes deben colocar partes de la cara (ojos, cejas, nariz y boca) en el dibujo de un rostro hueco. En la actualidad existen versiones en línea en el que se puede jugar al Fukuwarai con los rostros de varios personajes públicos siendo el de la política Hillary Clinton uno de los más conocidos en internet.